# Torrile
Torrile là một đô thị ở tỉnh Parma ở vùng Emilia-Romagna, tọa lạc cách khoảng90 km về phía tây bắc của Bologna và khoảng 13 km về phía bắc của Parma. Đến thời điểm ngày 31 tháng 12 năm 2004, đô thị này có dân số 6.693 và diện tích là 37,3 km².
Đô thị Torrile bao gồmfrazioni (đơn vị trực thuộc, làng) Bezze, Borgazzo-Ca'Scipioni, Gainago Ariana, Quartiere Minari, Rivarolo, San Polo (sede comunale), San Siro, and Sant'Andrea.
Torrile tiếp giáp các đô thị sau đây: Colorno, Mezzani, Parma, Sissa, Trecasali.
Thị xã này là quê hương của Erreà, một trong những lãnh đạo của ngành sản xuất giày Italia.